# Xinyi, Maoming
Xinyi, även romaniserat Sunyi, är en stad på häradsnivå i Maomings stad på prefekturnivå i provinsen Guangdong i sydöstra Kina. Den ligger omkring 240 kilometer väster om provinshuvudstaden Guangzhou. 
Xinyi är indelat i ett stadsdelsdistrikt, 18 köpingar och en administrativ enhet på sockennivå.
Stadsdelsdistrikt (jiedao):
- Dongzhen (东镇街道)

Köpingar (zhen):

- Baishi (白石镇)
- Beijie (北界镇)
- Chashan (茶山镇)
- Chidong (池洞镇)
- Dacheng (大成镇)
- Dingbao (丁堡镇)
- Guizi (贵子镇)
- Heshui (合水镇)
- Hongguan (洪冠镇)
- Huaixiang (怀乡镇)
- Jindong (金垌镇)
- Pingtang (平塘镇)
- Qianpai (钱排镇)
- Shuikou (水口镇)
- Sihe (思贺镇)
- Xinbao (新宝镇)
- Zhenlong (镇隆镇)
- Zhusha (朱砂镇)

Administrativ enhet på sockennivå:
- Hongqi Nongchang jordbruk (红旗农场)